# 쌍용 더 플래티넘
쌍용 더 플래티넘(The PLATINUM)은 대한민국 쌍용건설이 짓는 아파트 브랜드 이름이다. 

## 단지 현황
| 단지 이름            | 소재지                     | 세대      | 입주        | 난방 방식          |
| -------------------- | -------------------------- | --------- | ----------- | ------------------ |
| 광안 쌍용예가 디오션 | 부산광역시 수영구 광안동   | 928세대   | 2014년 11월 | 개별난방, 도시가스 |
| 용호 쌍용예가        | 부산광역시 남구 용호동     | 773세대   | 2013년 6월  | 개별난방, 도시가스 |
| 금정산 쌍용예가 1차  | 부산광역시 금정구 장전동   | 514세대   | 2012년 10월 | 개별난방, 도시가스 |
| 금정산 쌍용예가 2차  | 부산광역시 금정구 장전동   | 565세대   | 2014년 5월  | 개별난방, 도시가스 |
| 구서동 쌍용예가      | 부산광역시 금정구 구서동   | 1,095세대 | 2010년 10월 | 개별난방, 도시가스 |
| 도곡 쌍용예가        | 서울특별시 강남구 도곡동   | 384세대   | 2011년 5월  | 개별난방, 도시가스 |
| 방배 쌍용예가 클래식 | 서울특별시 서초구 방대동   | 216세대   | 2007년 4월  | 개별난방, 도시가스 |
| 당산 쌍용예가 클래식 | 서울특별시 영등포구 당산동 | 284세대   | 2007년 7월  | 개별난방, 도시가스 |
| 침산동 쌍용예가 2차  | 대구광역시 북구 침산동     | 657세대   | 2013년 10월 | 개별난방, 도시가스 |
| 사직 쌍용예가        | 부산광역시 동래구 사직동   | 2947세대  | 2006년 1월  | 개별난방, 도시가스 |
| 사직 쌍용예가 2차    | 부산광역시 동래구 사직동   | 625세대   | 2010년 11월 | 개별난방, 도시가스 |
| 온천천 쌍용예가      | 부산광역시 연제구 거제동   | 336세대   | 2006년 6월  | 개별난방, 도시가스 |
| 별내 신도시 쌍용예가 | 경기도 남양주시 별내동     | 652세대   | 2012년 1월  | 개별난방, 도시가스 |
| 퇴계원 쌍용예가      | 경기도 남양주시 퇴계원읍   | 552세대   | 2007년 6월  | 개별난방, 도시가스 |
| 수정마을 쌍용예가    | 경기도 김포시 장기동       | 1474세대  | 2011년 6월  | 개별난방, 도시가스 |

### 건설 예정인 단지

#### 경기도 광주시
- 초월 쌍용 예가 (경기도 광주시 초월읍 대쌍령리)

#### 광주광역시
- 쌍용 더 플래티넘 광산 (광주광역시 광산구 우산동)

#### 울산광역시
- 우정동 쌍용 예가 (울산광역시 중구 우정동)

#### 부산광역시
- 쌍용더플래티넘 사직아시아드 (부산광역시 동래구 사직동)